# 39. století př. n. l.
40. století př. n. l. – 39. století př. n. l. – 38. století př. n. l.

## Události
- V Anglii se buduje Sweet Track, první známá zkonstruovaná silnice na světě.